# Canis lupus nubilus
(Barry Lopez)
Il lupo grigio delle Grandi Pianure (Canis lupus nubilus), detto anche lupo bufalo o lupo nebuloso, è una sottospecie di lupo grigio, il cui areale una volta si estendeva in tutte le Grandi Pianure, dal Manitoba meridionale e il Saskatchewan, a sud fino al Texas settentrionale.

## Descrizione

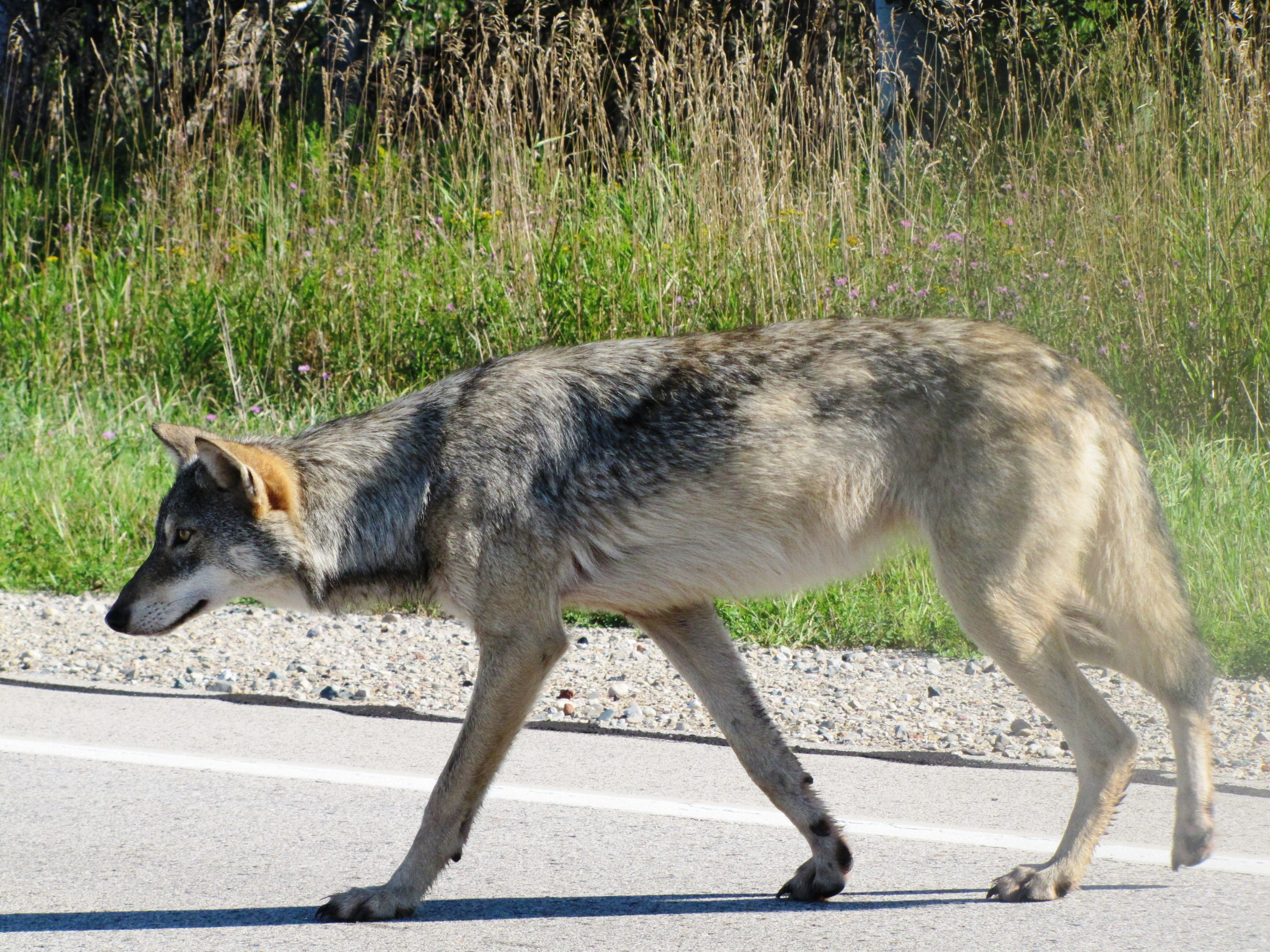
Un esemplare femmina di lupo delle Grandi Pianure.

È una sottospecie di taglia media, di colore variabile, solitamente chiaro, sebbene esistono esemplari scuri. È lungo 117–160 cm, e i maschi adulti tipicamente pesano 45 chili, sebbene sono stati segnalati esemplari pesanti 68 chili. Insieme al lupo nordoccidentale, con cui condivide un confine lungo e complesso, il lupo delle Grandi Pianure è il lupo grigio nordamericano più comune, con almeno 11 sinonimi.
Nella Baia di Hudson, i lupi delle Grandi Pianure sono di media grandezza, e dotati di pelliccia bianca e in generale simili al lupo artico..
Nello stato di Labrador i lupi pesano intorno ai 30 chili, ed Il mantello è di color grigio molto chiaro, tendente al bianco, sebbene sia stato descritto anche come «grigio brizzolato scuro».
Nella catena delle Montagne Rocciose, i lupi pesano generalmente 32–68 kg e sono lunghi in media 1,3-1,4 m. Il colore della pelliccia è caratterizzato predominantemente da colori chiari, con il nero che si mescola a loro.

## Storia
Fu prima descritto nel 1823 da Thomas Say nelle sue scritture sulla spedizione di Stephen Long nelle Grandi Pianure. Sebbene sia riconosciuto come una sottospecie valida dai tassonomisti, il lupo delle Grandi Pianure è il lupo grigio nordamericano più difficile da valutare, siccome ha una lunga storia di contatto e miscuglio con altre popolazioni di lupi e coyote. È probabile che questa sottospecie entrò il nordamerica attraverso il ponte di Bering dopo il lupo messicano, spingendo quest'ultimo fino all'estremo meridione del suo areale mentre si diffondeva. Con l'inizio dell'ultima era glaciale, il lupo delle Grandi Pianure fu gradualmente rimpiazzato nel nord del suo areale dal lupo nordoccidentale, un processo che continua ancora oggi.

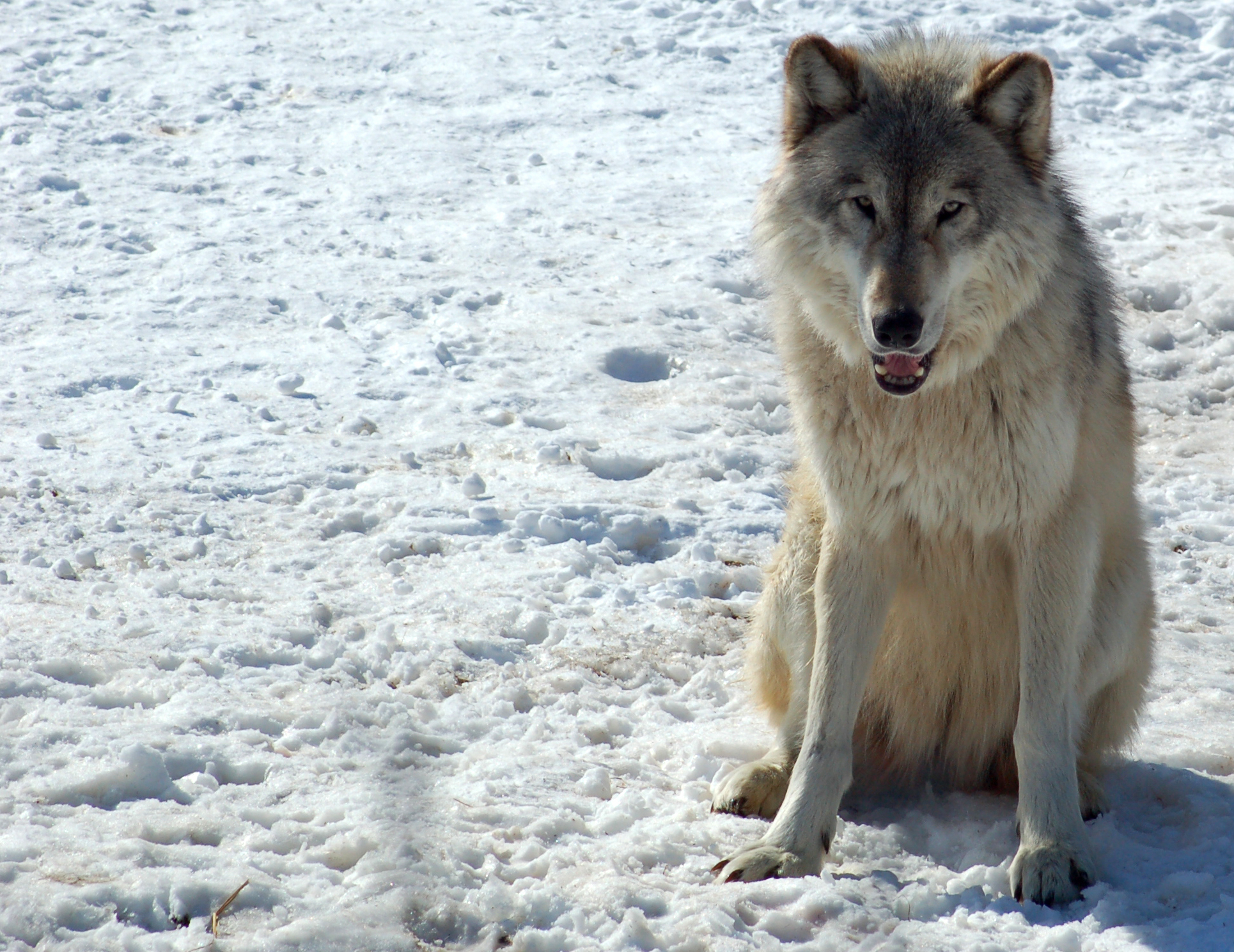
Un lupo delle Grandi Pianure maschio sulla neve, in Minnesota.

## Distribuzione
Vecchi testi, inclusi quelli di Lewis e Clark, indicano che la sottospecie fosse abbondante in tutte le Grandi Pianure, superando di numero persino i coyote. Il pioniere Alexander Henry fece numerosi riferimenti ai lupi nei suoi diari scritti durante i suoi viaggi in Dakota del Nord, notando che si nutrivano soprattutto delle carcasse di bisonte, e che fossero incauti verso gli umani, a volte avvicinandosi alle persone ed entrando le tende. Scrisse inoltre su come le tribù native ogni tanto rapivano i cuccioli dalle loro tane e catturavano gli esemplari adulti in grandi fosse. Maximilian zu Wied-Neuwied scrisse che i nativi usavano le pellicce di lupo come valuta, con una peliccia valendo due canne di tabacco. Dalla metà dell'Ottocento, una combinazione di costruzioni di ferrovie, colonizzazione umana, lo stabilimento di pascoli per il bestiame e lo sterminio dei bisonti costrinsero il lupo delle Grandi Pianure a limitarsi alle zone più remote del suo areale, in cui il terreno era troppo infertile per l'agricoltura. A questa sottospecie apparteneva il più famoso dei cosiddetti "lupi fuorilegge" (lupi predatori di bestiame), Lobo di Currumpaw.

## Comportamento

### Abitudini alimentari
Le prede preferite del lupo nelle Montagne Rocciose settentrionali sono il bisonte americano, il wapiti, il cervo mulo e il castoro americano, sebbene sia un animale opportunista e possa accontentarsi di altre prede. Comunque, gli animali di piccola taglia non sono cacciati frequentemente.
A Labrador, invece Il lupo caccia soprattutto cervi dalla coda bianca e caribù. Solo in pochissimi casi ha rivolto la propria attenzione al bestiame, attaccando bovini od ovini.

## Conservazione

### Canada

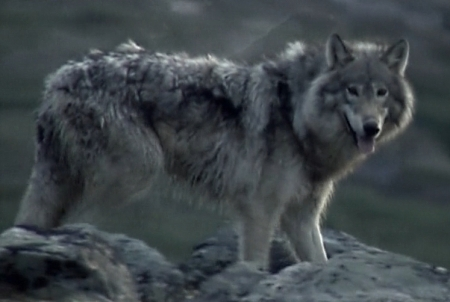
Lupo delle Grandi Pianure a Labrador

A Labrador, in seguito alla caccia incontrollata che dovette subire agli inizi del XX secolo, la popolazione di lupo del Labrador diminuì sempre più, toccando il minimo negli anni '50. Attorno a quel periodo, la popolazione di caribù iniziò ad aumentare notevolmente e tale incremento portò a far aumentare di nuovo il numero dei lupi. Tuttavia, l'aumento del numero dei lupi non è stato sufficiente a compensare il continuo aumento dei caribù nella regione; ciò ha portato gli studiosi a dover riconsiderare altre ipotesi per giustificare il notevole incremento dei caribù. Attualmente la popolazione di Labrador si aggira attorno ai 1,500-2,000 esemplari, ed è classificata come vulnerabile su NatureServe.
In Quebec, la popolazione complessiva di lupi è di circa 5,000-7,000; tuttavia, la popolazione indica la distribuzione dei lupi in tutto il Quebec, rendendo difficile distinguere quale sia la quantità di lupi delle grandi pianure e lupi orientali per sottospecie..
Nello stato di Manitoba, la popolazione di lupi si aggira attorno ai 4,000-6,000 esemplari, includendo anche la sottospecie del lupo nordoccidentale

### Montagne Rocciose Settentrionali

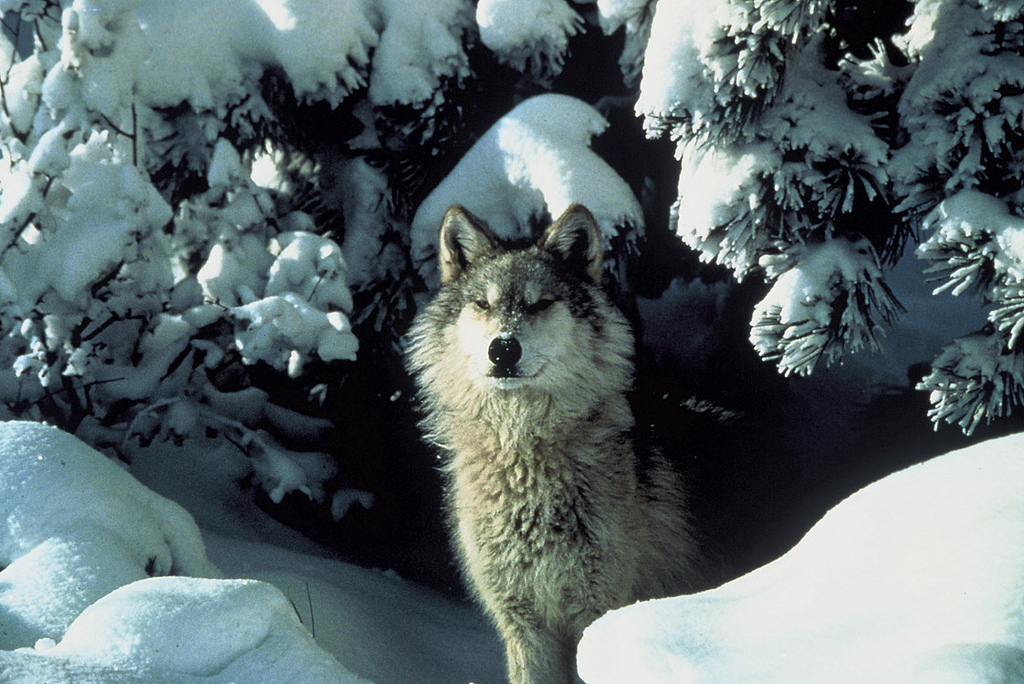
Lupo delle Montagne Rocciose settentrionali in inverno

Venne classificato come popolazione in pericolo il 9 marzo 1978: da allora, è stato creato un piano di recupero specifico per questo carnivoro che culminò nel 2000, quando raggiunse la soglia di esemplari necessari e venne rimosso dalla lista delle specie animali in pericolo d'estinzione degli Stati Uniti. Successivamente vi venne riaggiunto dal presidente Barack Obama il 6 agosto 2010, poiché gli stati del Wyoming, del Montana e dell'Idaho avevano fissato delle quote di caccia troppo elevate. Infine, il 31 agosto 2012 è stato nuovamente rimosso, perché i tre stati sopra elencati hanno raggiunto la giusta quota di lupi nel territorio (328 esemplari), autorizzandone di fatto la caccia al di fuori delle aree protette..
Tuttora è segnato come Prossimo alla minaccia su NatureServe, e la popolazione stimata nel 2010 è di circa 1,650 lupi.

### Presunta estinzione e riscoperta negli Stati Uniti
Nel Dakota del Nord, nel 1875 gli avvistamenti del lupo divennero rari, nel 1887 erano quasi scomparsi. Sulle praterie canadesi, i pagamenti delle taglie per i lupi iniziarono nel 1878 nel Manitoba, e nel 1899 nel Saskatchewan e nell'Alberta. Nel Dakota del Nord, due furono avvistati nel 1915 da Remington Kellogg. L'ultimo lupo conosciuto fu ucciso nel 1922. Il lupo delle Grandi Pianure fu dichiarato estinto nel 1926.
Tuttavia, studi successivi hanno trovato lupi in Minnesota, Wisconsin e Upper Michigan che erano discendenti di Canis Lupus Nubilus. Anche allora, il loro numero è sempre diminuito fino a quando non sono diventari specie protetta federalmente come specie in via di estinzione dal 1974. Da allora, la loro popolazione è diventata più grande nella regione Great Lakes e dal 2009, la loro stima è cresciuta a 2, 992 lupi in Minnesota, 580 nel Michigan e 626 nel Wisconsin per un totale di circa 4,000 lupi negli Stati Uniti orientali.